# Karin-Huberta Ritter
Karin-Huberta Ritter (* 31. Januar 1937 in Berlin) ist eine deutsche Juristin. Sie war von 1984 bis 1998 Richterin am Bundesgerichtshof.

## Leben
Nach Abschluss der juristischen Ausbildung trat Ritter 1965 in den Justizdienst des Freistaats Bayern ein, wo sie 1967 zur Landgerichtsrätin ernannt und am Landgericht Nürnberg-Fürth eingesetzt wurde. 1974 wurde Ritter zur Richterin am Oberlandesgericht befördert.
1984 wurde Ritter zur Richterin am Bundesgerichtshof ernannt; zum 31. Dezember 1998 trat sie in den Ruhestand.